# 平南大安站
平南大安站（韓語：평남대안역）是朝鮮民主主義人民共和國南浦特別市大安區域大安洞的一個鐵路車站，属于大安線。

## 邻近车站
大安線
江西站 - 平南大安站